# Strange But True
Strange But True è un film del 2019 diretto da Rowan Athale e tratto dall'omonimo romanzo di John Searles.
È stato presentato in anteprima mondiale all'International Film Festival di Edimburgo il 22 giugno 2019. È stato distribuito nelle sale cinematografiche statunitensi il 6 settembre 2019 dalla CBS Films, mentre nelle sale italiane è stato distribuito il 12 settembre dalla Notorious Pictures.

## Trama
Cinque anni dopo la tragica morte dell'adolescente Ronnie Chase, Melissa si presenta a casa della sua famiglia affermando di essere miracolosamente incinta del ragazzo. Charlene, la madre di Ronnie, sconvolta delle sue affermazioni la caccia via 
mentre Philip, il fratello di Ronnie, incuriosito si mette ad indagare se spermatozoi congelati o rituali occulti possano spiegare la gravidanza della donna. Quello che però il ragazzo ignora è che la verità è assai più spaventosa di quanto avrebbe potuto immaginare.

## Produzione
Nel maggio 2017, venne annunciato che Amy Ryan, Greg Kinnear, Nick Robinson, Margaret Qualley, Connor Jessup e Blythe Danner si erano uniti al cast del film, con Rowan Althe che lo avrebbe diretto da una sceneggiatura di Eric Garcia. Nel giugno 2017, Mena Massoud si è unito al cast del film.

## Distribuzione
Nel febbraio 2018, la CBS Films ha acquistato i diritti di distribuzione del film. È stato presentato in anteprima mondiale all'Edinburgh International Film Festival il 22 giugno 2019. È stato distribuito nei cinema statunitensi il 6 settembre 2019.

## Accoglienza

### Critica
Il film ha ottenuto recensioni miste registrando un 50% di gradimento su Rotten Tomatoes e un metascore di 56 su Metacritic.